# Novelletten (Schumann)

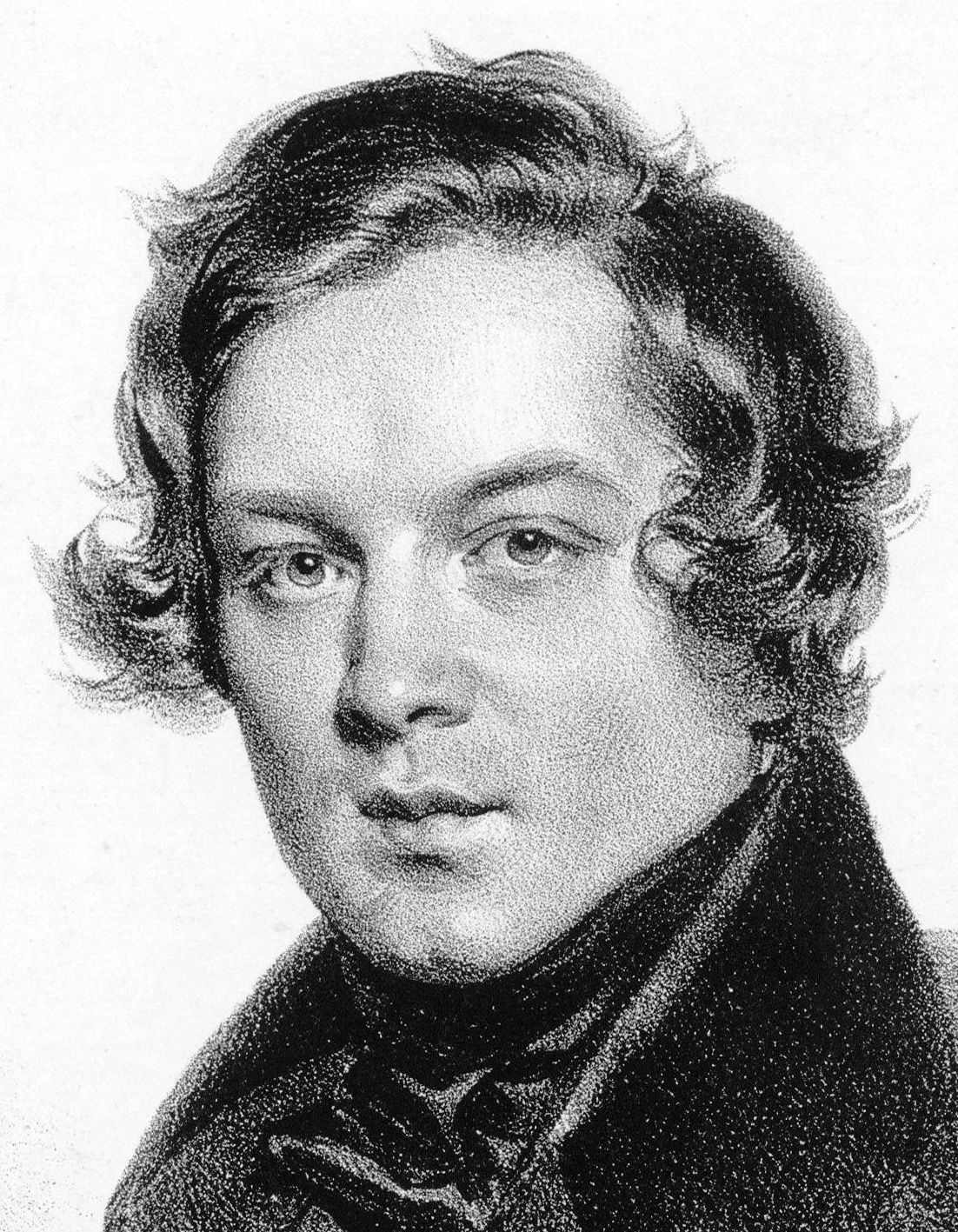
Robert Schumann en 1839.

Novelletten (Pequeñas novedades), Op. 21 es una colección de ocho piezas para piano escritas por Robert Schumann en 1838, con las características del estilo romántico. La obra está dedicada a Adolf von Henselt.

## Historia

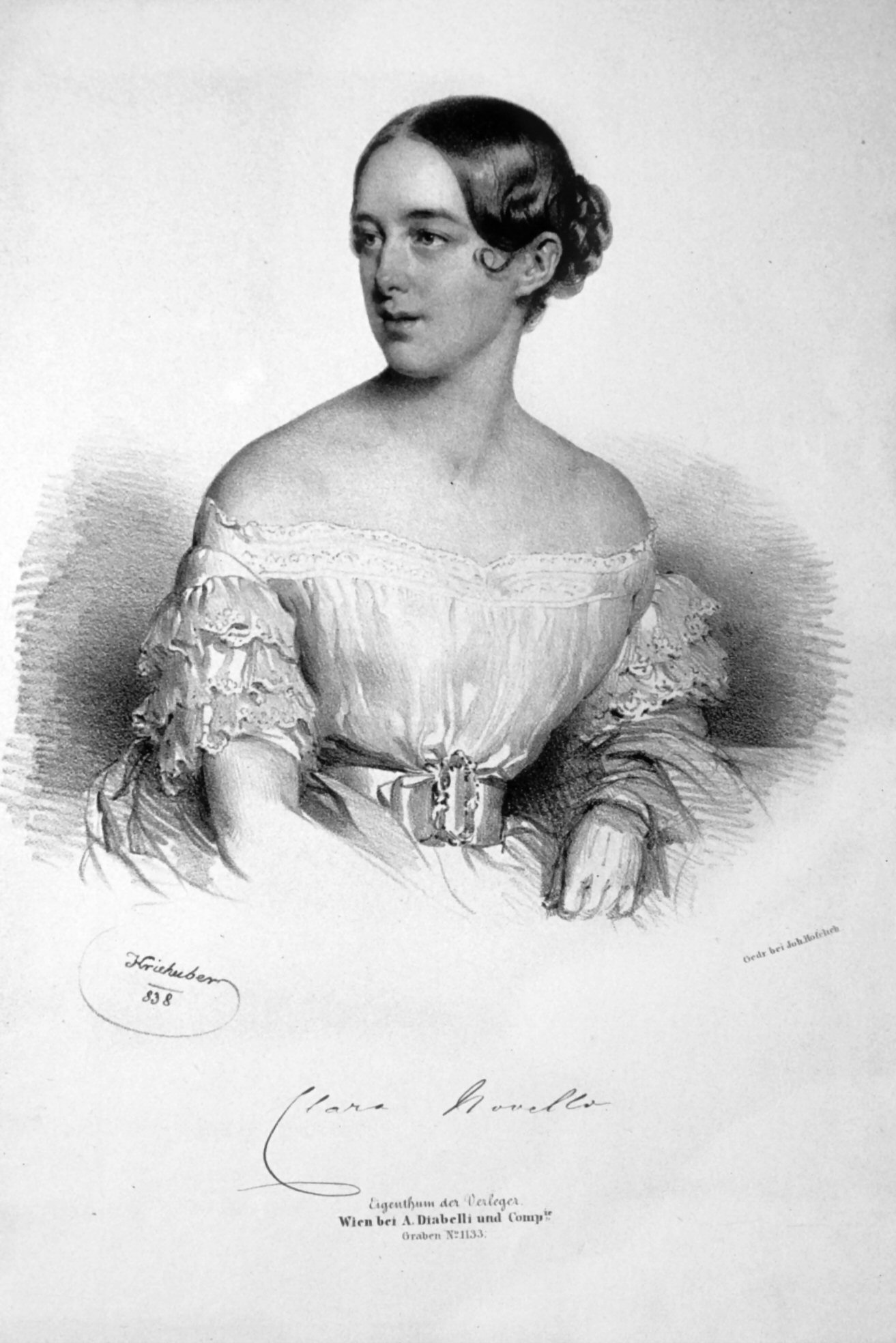
Clara Novello en 1838.

Después de volver a ver a su amada Clara Wieck en un concierto en agosto de 1837, Schumann, a pesar de la dificultad de su relación, se sintió más aliviado y atravesó un período sereno durante el cual compuso algunas obras relajadas y alegres, entre las que destaca esta colección.
El origen del título ha sido un campo de discusión por parte de la crítica, pero la realidad es muy sencilla y la explicó el propio compositor en una carta que escribió a Clara el 6 de febrero de 1838:

«Qué feliz he estado estos últimos días... en las últimas tres semanas he escrito una cantidad ingente de música, scherzos, escenas familiares, una boda, en fin, como ves, todas las cosas más deseables. ¡Llamé a todo Novelletten porque tu nombre es Clara como el de la Novello y porque Wiecketten desafortunadamente no sonaba tan bien!»

Schumann en la carta se refiere a la cantante Clara A. Novello cuyo nombre era el mismo que el de su prometida. Para evitar cualquier fricción doméstica, Schumann no dedicó las Novelletten a Clara, sino al pianista Adolf von Henselt, con quien había pasado una agradable Nochebuena el año anterior. Posteriormente, Henselt se trasladó a San Petersburgo, donde los Schumann le conocieron durante su gira rusa de 1844. Pero para entonces se dieron cuenta de que se había vuelto "excesivamente pedante".
Posteriormente, otros compositores se inspiraron en el género creado por Schumann al componer obras del mismo título, incluidos Novella de Giuseppe Martucci y Deux novelettes de Francis Poulenc.

## Estructura y análisis
La colección consta de ocho piezas:
1. Markirt und kraftig (Marcado y fuerte), en fa mayor.
2. Ausserst rasch und mit Bravour (Extremadamente rápido y con habilidad ), en re mayor.
3. Leicht und mit Humor (Ligero y con humor), en re mayor.
4. Ballmassig sehr munter (Muy animada), en re mayor.
5. Rauschend und festlich (Fuerte y festivo), en re mayor.
6. Sehr lebhaft (Muy animado), en la mayor.
7. Ausserst rasch (Extremadamente rápido), en mi mayor.
8. Sehr lebhaft (Muy animado), en fa sostenido menor / re mayor.

Las Novelletten reflejan el período feliz y apacible que atravesó el compositor mientras las componía; esta serenidad está claramente representada por las tonalidades de las ocho piezas que están todas escritas en modo mayor, con predominio del re mayor. Fue un período en el que, como él mismo dijo, escribió con soltura, como pocas veces le había sucedido; además, la presencia de la inspiradora figura de Clara se hace patente en el ímpetu y el lirismo que dominan la composición. La colección, aunque incluye solo ocho piezas, es de un tamaño considerable y es la más extensa entre las obras para piano del músico, tanto que no se puede encontrar una conexión real entre las partes de la estructura. Las piezas sueltas, por lo tanto, permanecen autónomas, mostrando en esto una cierta debilidad de la composición, como si ya hubiera una especie de cansancio del músico hacia el piano.
Estas composiciones contienen algunas de las páginas más inspiradas y felices de Schumann:
1. La primera Novellette, de casi cinco minutos de duración, se abre de manera incisiva con el tema principal de aspecto grandioso. Luego entra la segunda melodía, dulce y soñadora que sugiere sensaciones melancólicas y que vuelve varias veces alternándose con el tramo inicial más marcado.
2. La segunda Novellette es, tal como está colocada en la indicación inicial, una pieza de "bravura"; se abre con una gran sección de ritmo rápido. La segunda parte, Intermezzo, denominada Un poco más lenta, bastante delicada, es mucho más cantabile y melódica; luego se retoma otra sección rápida y febril que se cierra con acordes en fortissimo. La pieza tiene una duración de unos 5 minutos y medio.
3. La tercera Novellette, de poco más de cuatro minutos de duración, se basa en una melodía amena y algo lúdica. La parte central, Intermezzo, tiene un aspecto casi visionario, evocador, en que, con música emocionada, el compositor recuerda a las tres brujas de Macbeth y al respecto ha colocado estos versos en la partitura: "¿Cuándo nos volveremos a encontrar las tres, en medio de relámpagos, truenos o lluvia?" Sin embargo, esta lúgubre pregunta no dura mucho y de inmediato se disuelve en una respuesta más serena y alegre que recuerda la parte inicial.[6]
4. La cuarta Novellette es una de las más admirables de la colección y presenta un motivo de baile fino ligeramente teñido de tristeza e inquietud en el ritmo implacable de la parte de la mano izquierda. La sección central vuelve a proponer reminiscencias del Carnaval, con una clara cita de esta composición.[5]
5. La quinta Novellette vuelve a proponer situaciones ya expresadas anteriormente al representar imágenes de fiesta bailable y sensaciones alegres con ritmos marcados. La pieza es bastante larga y dura más de ocho minutos.
6. La sexta Novellette, de unos tres minutos de duración, es, junto con la quinta, una de las menos logradas de la colección, de hecho no tiene una particular originalidad y retoma las imágenes festivas de las piezas anteriores.[5]
7. La séptima Novellette se destaca de las demás por un tema notablemente agradable, aunque velado por la nostalgia. Dura poco más de tres minutos.
8. La octava y última Novellette es una pieza larga donde la imaginación del compositor es libre para proponer múltiples ideas musicales, algunas de las cuales retoman partes de los Estudios sinfónicos y las Davidsbündlertänze. Tras un primer Trío, con ritmo sincopado, Schumann propone un segundo con la indicación Hell und lustig. En la parte final aparece la inspiradora imagen de Clara con las palabras Stimme aus der Ferne (Voz que viene de lejos), inicialmente con una melodía sencilla y delicada que cita un pequeño fragmento del Nocturno op. 6 n.º 2 de la propia Clara y que poco a poco va tomando forma con mayor incisividad.[7] Es la pieza más larga de toda la colección, de hecho tiene una duración de unos doce minutos.